# Lala (Lanao del Norte)
Lala ist eine philippinische Stadtgemeinde in der Provinz Lanao del Norte. Sie hat 67.727 Einwohner (Zensus 1. August 2015). Die Gemeinde liegt an der Bucht von Panguil. 

## Baranggays
Lala ist politisch in 27 Baranggays unterteilt.
| - Abaga - Andil - Matampay Bucana - Darumawang Bucana - Cabasagan - Camalan - Darumawang Ilaya - El Salvador - Gumagamot - Lala Proper (Pob.) - Lanipao - Magpatao - Maranding - Matampay Ilaya | - Pacita - Pendolonan - Pinoyak - Raw-an - Rebe - San Isidro Lower - San Isidro Upper - San Manuel - Santa Cruz Lower - Santa Cruz Upper - Simpak - Tenazas - Tuna-an |